# فرودگاه واتسون لیک
فرودگاه واتسون لیک  (به انگلیسی: Watson Lake Airport) یک فرودگاه همگانی باربری با کد یاتا YQH است که یک باند فرود آسفالت دارد و طول باند آن ۱۶۷۶ متر است. این فرودگاه در کشور کانادا قرار دارد و در ارتفاع ۶۸۷ متری از سطح دریا واقع شده است.